# Église Saint-Saturnin de Mosnac
Pour les articles homonymes, voir Église Saint-Saturnin.
L'église Saint-Saturnin est une église catholique située à Mosnac, en France.

## Localisation
L'église est située dans le département français de la Charente-Maritime, sur la commune de Mosnac.

## Protection
L'édifice est classé au titre des monuments historiques en 1990.